# Front d'Aragon

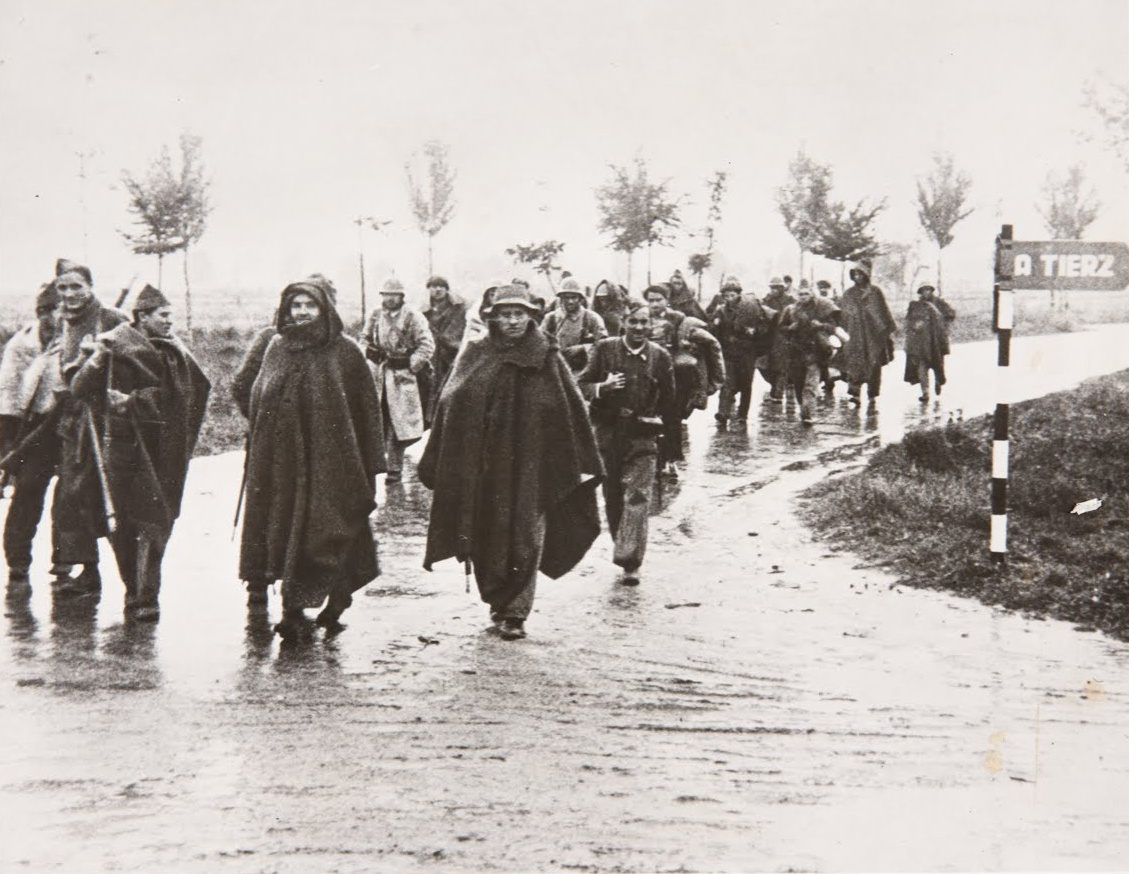
Troupes républicaines dans une route de la retaguardia du Front d'Aragon.

Le Front d'Aragon est un terme employé par l'historiographie pour décrire le théâtre d'opérations de cette région pendant la guerre civile espagnole. Long de 300 kilomètres, de la frontière française à Teruel, il s'est déployé de juillet 1936 jusqu'au printemps 1938, lorsque l'Offensive d'Aragon provoque la retraite de l'Armée Républicaine du territoire.

## Histoire

### Établissement du front (juillet 1936 à mai 1937)

#### Soulèvement nationaliste

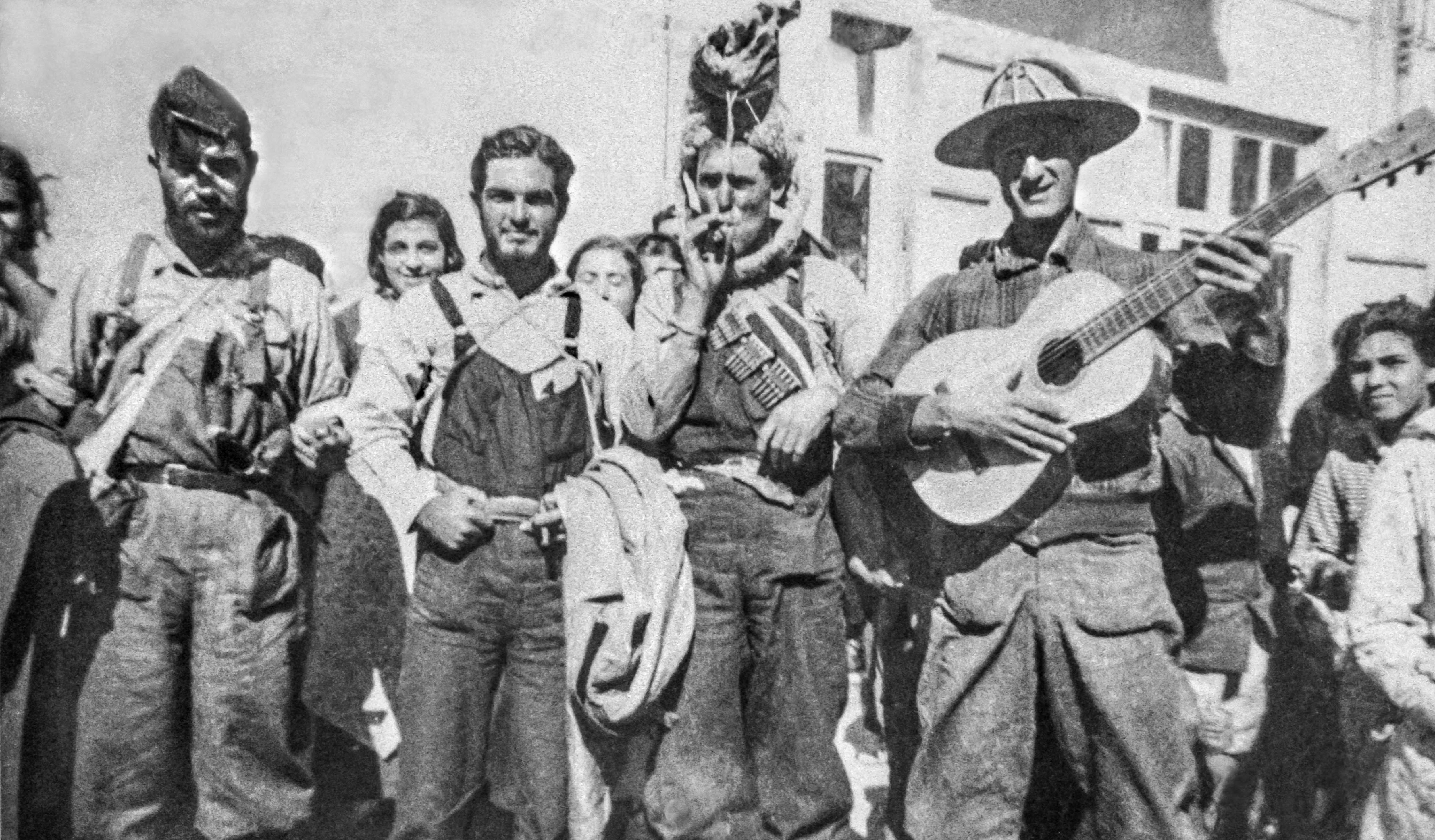
Miliciens Du Front d'Aragon de permission, 1936. À droite, avec la guitare, Fred Mulders

Lors du coup d'État de juillet 1936 en Espagne, Miguel Cabanellas est le seul général responsable de la division organique clairement engagé dans le soulèvement. Il dirige la 5e division organique dont le quartier général se trouve à Saragosse. Le 18 juillet, le général Cabanellas ordonne l'arrestation de nombreux dirigeants des partis républicains et des organisations ouvrières (bien que certains parviennent à s'échapper) afin de désactiver une éventuelle résistance ouvrière et populaire au coup d'État. Aux premières heures du lendemain, le dimanche 19 juillet, il proclame l'état de guerre et obtient le soutien de la garde civile et des gardes d'assaut en faveur de l'insurrection. Dans les autres grandes villes, seule Jaca résiste au coup d'État grâce à un groupe de gardes civils fidèles, tandis que les deux autres capitales aragonaises, Huesca et Teruel, tombent également sous le contrôle des rebelles.

#### Résistance républicaine

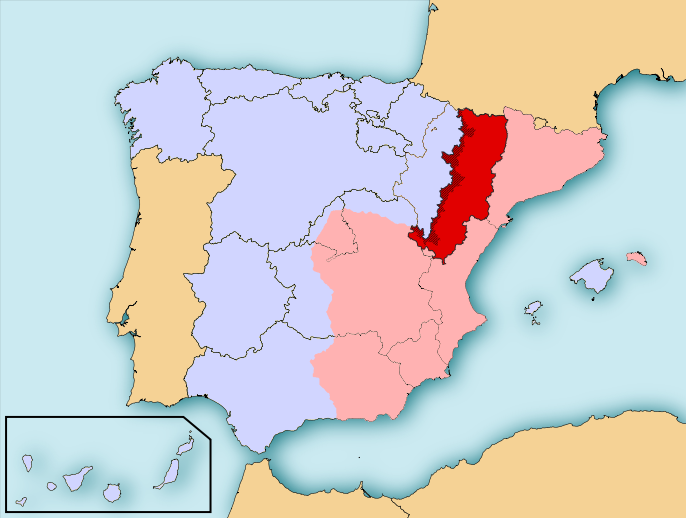
Le Conseil régional de défense d'Aragon durant la guerre d'Espagne

L'Aragon est ainsi divisé en deux bandes nord-sud, l'une occidentale dans la zone rebelle et l'autre orientale que les rebelles ne parviennent pas à contrôler et qui reste dans la zone républicaine. En effet, le soulèvement De cette zone, plusieurs colonnes républicaines, composées essentiellement de miliciens de la CNT, partent dès le 23 juillet pour tenter de récupérer l'Aragon, principalement Jaca, Huesca et Saragosse,. Les troupes républicaines stoppent l’avance nationaliste à la fin du mois de juillet. Le front s’étire du nord au sud de l’Aragon, de Panticosa à Teruel, via la Sierra de Gratal, la Hoya de Huesca et la Sierra de Alcubierre.Cette ligne est restée plus ou moins stable jusqu'à la fin de l'année 1937, partant du bassin de l'Alfambra et des Aguas Vivas au sud, traversant la Sierra de Alcubierre et les plaines de La Violada jusqu'aux Pyrénées, en prenant comme ligne de démarcation la ligne du Gállego dans sa partie supérieure.
Dans le territoire aragonais occupé par les milices anarcho-syndicalistes, une entité autonome s'organise rapidement, le Conseil Régional de Défense d'Aragon, qui organise de nombreux collectifs agraires.

#### Front stabilisé
Malgré quelques opérations militaires entreprises par les colonnes anarchosyndicalistes, la ligne de front reste stabilisée pendant l'hiver 1936-1937, avec quelques variations territoriales mineures. Pendant les Journées de mai 1937, les unités de la 26e division anarchiste d'Aragon se concentrent à Barbastro avec l'intention de marcher sur la capitale catalane, bien qu'elles restent finalement sur leurs positions. Mais les 28e et 29e divisions (cette dernière du POUM) envisagent d'abandonner le front jusqu'à ce que le commandant de l'aviation républicaine d'Aragon les menace de bombardement.

### Offensives républicaines (juin 1937 à février 1938)

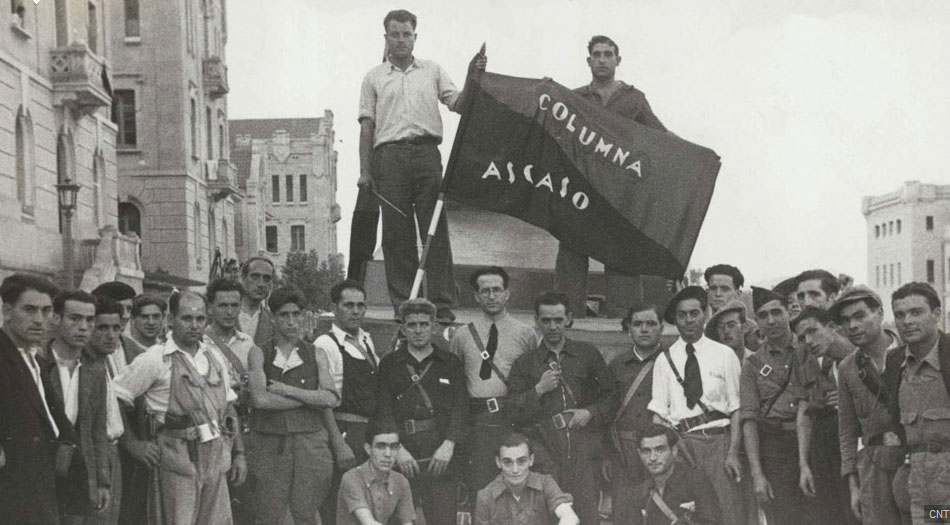
Miliciens De la Colonne Ascaso en juillet 1936, avant de partir sur le front d'Aragon, depuis Barcelone.

Après les émeutes de Barcelone, le gouvernement républicain a achevé la militarisation forcée des milices et les a réorganisées en Armée de l'Est sous le commandement du général Pozas. Afin de distraire les forces de l'armée franquiste dans sa campagne du Nord, les républicains entreprennent plusieurs opérations militaires sur ce front : Au cours du mois de juin, l'offensive de Huesca est lancée, qui vise à prendre cette capitale provinciale, assiégée par les milices anarcho-syndicalistes depuis le début de la guerre. Les républicains, en supériorité numérique sur les rebelles, subissent 1000 pertes en deux semaines et échouent complètement.
Après la bataille de Brunete et la dissolution du Conseil régional de défense d'Aragon, les républicains lancent une grande offensive dans le but de s'emparer de la capitale aragonaise et d'améliorer la situation des républicains lors de la bataille de Santander. Au petit matin du 24 août, les républicains attaquent le front ennemi, long de 100 km, avec des pénétrations en 8 points différents, parvenant à le percer et à laisser certaines localités isolées (Belchite, Quinto, Codo). Cependant, Santander tombe aux mains des rebelles le 27 août et, le 1er septembre, les avancées républicaines sont stoppées par l'arrivée des renforts franquistes, sans avoir réussi à s'emparer de Saragosse. Après l'échec de l'offensive, les républicains se concentrent sur la bataille pour la conquête de Belchite, qui tombe le 6 septembre et est vécu comme une grande victoire par les rébublicains). Puis, après quelques actions isolées en octobre, le front se stabilise. Avant la fin du mois de septembre, les troupes de l'armée de l'Est lancent l'offensive de Biescas, une attaque dans la région de l'Alto Gállego de Huesca qui vise à capturer la ville de Biescas et à tenter ensuite d'atteindre Jaca. Les combats durent jusqu'au début du mois de novembre, les deux camps étant épuisés et la bataille se terminant par un match nul.
En décembre, l'armée républicaine a lancé une nouvelle offensive, cette fois à Teruel, dans le but d'empêcher une offensive franquiste sur Madrid. Au cours de ce que l'on a appelé la bataille de Teruel, les républicains ont encerclé la ville le 17 décembre et, à partir du 22, ils ont combattu la garnison rebelle dans toute la ville. Malgré les tentatives de Franco pour briser le siège, les défenseurs se rendent le 7 janvier 1938. Les combats autour de la ville détruite se poursuivront pendant des semaines, jusqu'à ce que, le 22 février, la capitale de Teruel retourne dans la zone pro-franquiste. Les deux camps subissent de lourdes pertes humaines et matérielles, mais l'Armée populaire est gravement affaiblie pour la suite des opérations.

### L'offensive d'Aragon (mars à mai 1938)

Carte de l'Espagne en mai 1938, à la fin de l'offensive d'Aragon. En rose : zone républicaine. En vert : zone nationaliste.

Le 7 mars 1938, les unités de l'armée franquiste percent le front républicain en Aragon, entamant une offensive de grande envergure. Le 15, les avant-gardes « nationalistes » atteignent les environs de Caspe, tandis que le 22, toutes les positions républicaines entre Saragosse et Huesca tombent et une nouvelle avancée plus importante commence,. Le rapport de guerre de Franco indique que la chaîne de montagnes du Gratal, située au pied des Pyrénées et à proximité du bassin de la rivière Gállego, a été conquise,.
Malgré la résistance de quelques unités républicaines, l'armée de l'Est s'effondre face à l'offensive franquiste et se replie précipitamment vers la Catalogne. Le 3 avril, les troupes du corps d'armée marocain de Juan Yagüe achèvent la conquête de Lérida, tandis que la 43e division, dirigée par Antonio Beltrán Casaña « El Esquinazau », est isolée dans la poche de Bielsa. Ces troupes maintiennent la résistance dans une petite zone territoriale jusqu'en juin, date à laquelle elles doivent se replier vers la frontière française.